# Чемпіонат світу з кросу 1983
Чемпіонат світу з кросу 1983 був проведений 20 березня в Гейтсхеді.
Місце кожної країни у командному заліку серед дорослих чоловічих команд визначалося сумою місць, які посіли перші шестеро спортсменів цієї країни. При визначенні місць дорослих жіночих та юніорських чоловічих команд брались до уваги перші чотири результати відповідно.

## Чоловіки
| Першість | Золото | Золото                                  | Срібло | Срібло                               | Бронза | Бронза                              |
| -------- | --- | --------------------------------------- | --- | ------------------------------------ | --- | ----------------------------------- |
| Особиста | Бекеле Дебеле Ефіопія | 36.52                                   | Карлуш Лопеш Португалія                                                                                                | 36.52                                | Суме Муге Кенія | 36.52                               |
| Командна | ЕфіопіяБекеле Дебеле Ешету Тура Водаджо Бульті Мохамед Кедір Адунья Лема Чала Ургессе Деджене Беєне Гірма Берхану Міруц Їфтер | 104 очки1 14 20 22 23 24 (50) (58) (67) | СШААльберто Саласар Пет Портер Том Гант Ед Айстоун Крейг Верджін Марк Андерсон Даг Браун Білл Донаковські Джон Ідстрем | 1704 9 28 30 42 57 (118) (147) (160) | КеніяСуме Муге Пол Кіпкоеч Джошуа Кіпкембої Джеймс Кіпнгетіч Джексон Руто Герман Кіпнгетіч Сіса Кіраті Домінік Вамбуа Джозеф Отьєно | 1913 16 31 32 37 72 (83) (91) (139) |

| Першість | Золото                                                                                   | Золото                  | Срібло | Срібло                 | Бронза                                                                              | Бронза                 |
| -------- | ---------------------------------------------------------------------------------------- | ----------------------- | --- | ---------------------- | ----------------------------------------------------------------------------------- | ---------------------- |
| Особиста | Феїсса Абебе Ефіопія                                                                     | 24.58                   | Аньясо Телега Ефіопія                                                                                                | 24.59                  | Джон Річардс Англія                                                                 | 25.07                  |
| Командна | ЕфіопіяФеїсса Абебе Аньясо Телега Гонфа Негере Тека Меконнен Асфау Тадессе Дісо Діссасса | 13 очок1 2 4 6 (9) (16) | ІспаніяХосе Мануель Альбентоса Хосе Мануель Гарсія Антоніо Перес Хосе Сабалета Хосева Саррієгі Сейн Альфредо Муньйос | 415 11 12 13 (15) (17) | АнгліяДжон Річардс Річард Картер Кліфтон Брейдлі Філ Мейкпіс Пол Тейлор Мартін Вайл | 583 10 20 25 (39) (55) |

## Жінки
| Першість | Золото                                                                              | Золото                    | Срібло                                                                                             | Срібло               | Бронза                                                                                         | Бронза                 |
| -------- | ----------------------------------------------------------------------------------- | ------------------------- | -------------------------------------------------------------------------------------------------- | -------------------- | ---------------------------------------------------------------------------------------------- | ---------------------- |
| Особиста | Грете Вайтц Норвегія                                                                | 13.29                     | Елісон Вайлі Канада                                                                                | 13.37                | Тетяна Позднякова СРСР                                                                         | 13.37                  |
| Командна | СШАДжоан Бенуа Бетті Спрінгс Маргарет Грос Джен Меррілл Нан Доук Кеті Гадлер-Браянт | 31 очко4 5 9 13 (40) (42) | СРСРТетяна Позднякова Світлана Ульмасова Алла Юшина Олена Сіпатова Людмила Медведєва Алла Лібутіна | 413 6 11 21 (64) DNF | КанадаЕлісон Вайлі Ненсі Тінарі Анна-Марія Мелоун Лінн Вільямс Венді ван Мірло Лізанн Буссьєре | 532 12 16 23 (37) (45) |

## Медальний залік
| Місце               | Країна              | Золото | Срібло | Бронза | Загалом |
| ------------------- | ------------------- | ------ | ------ | ------ | ------- |
| 1                   | Ефіопія             | 4      | 1      | 0      | 5       |
| 2                   | США                 | 1      | 1      | 0      | 2       |
| 3                   | Норвегія            | 1      | 0      | 0      | 1       |
| 4                   | СРСР                | 0      | 1      | 1      | 2       |
| 4                   | Канада              | 0      | 1      | 1      | 2       |
| 6                   | Іспанія             | 0      | 1      | 0      | 1       |
| 6                   | Португалія          | 0      | 1      | 0      | 1       |
| 8                   | Англія              | 0      | 0      | 2      | 2       |
| 8                   | Кенія               | 0      | 0      | 2      | 2       |
| Загалом (9 збірних) | Загалом (9 збірних) | 6      | 6      | 6      | 18      |

## Українці на чемпіонаті
Єдиний українець у складі збірної СРСР на чемпіонаті — харків'янин Микола Матюшенко — був 21-м на фініші юніорського забігу та 9-м у командному заліку серед юніорських команд.